# Смирнов, Василий Викторович
Василий Викторович Смирнов (род. 25 июня 1973, Горький) — российский хоккеист, нападающий. Мастер спорта России. Тренер.

## Биография
Хоккеем начал заниматься в 10 лет под руководством отца Виктора Васильевича Смирнова, мастера спорта международного класса, чемпиона Европы по жиму штанги. Играл за команду мальчиков завода «Красное Сормово». С восьмого класса — в ДЮСШ «Торпедо» Нижний Новгород.
В сезоне 1992/93 начал выступать за «Торпедо-2» и вскоре дебютировал в «Торпедо», в возрасте 19 лет став самым молодым в команде. Отыграл за «Торпедо» девять сезонов. В 2001 году перешёл в нижнекамский «Нефтехимик». Там также провёл девять сезонов, в 409 матчах набрал 179 (95+84) очков. Всего за 18 лет провел 700 матчей, забросил больше 160 шайб, набрал около трехсот очков.
В конце сезона 2009/10 провёл 8 матчей в чемпионате Белоруссии за «Металлург» Жлобин, в следующем сезоне сыграл два матча за «Русич» (Подольск) в первенстве России среди клубных команд.
С 2011 года стал выступать на любительском уровне в первенстве Нижегородской области. Сначала — за «Спартак» (Богородск), затем за ХК «Княгинино», где с 2019 года стал главным тренером.
В сезоне 2015/16 вошёл в тренерский штаб женской команды СКИФ. С 18 января 2016 года до конца сезона исполнял обязанности главного тренера команды. В следующем сезоне работал тренером до 7 октября.
Тренер в юношеской команде 2010 г. р. ХК «Саров» в сезоне 2023/24.